# Течение Ломоносова
Течение Ломоносова (англ. Equatorial Under-Current, EUC) — холодное течение, подповерхностное противотечение в экваториальной части Атлантического океана.
Течение было открыто 5-й советской экспедицией Морского гидрофизического института АН СССР на научно-исследовательском судне «Михаил Ломоносов» (14 апреля — 7 июля 1959 года). Во время экспедиции было выпущено 4 буя с самописцами, регистрировавшими скорости течения на различных глубинах. Один из буёв в районе экватора на долготе 30° з. д. под тонким слоем Южного Пассатного течения обнаружил мощный восточный противоток со средней скоростью 96 см/с и максимальной скоростью 119 см/с.
Течение Ломоносова имеет около 200 км в ширину и 150 м в глубину. Оно начинается у побережья Бразилии на широте 5° ю. ш., пересекает экватор и заканчивается в Гвинейском заливе на широте 5° с. ш. Скорость течения составляет от 60 до 130 см/с, максимальная скорость достигается на глубинах от 50 до 125 м. Объёмный расход течения — от 22,5 до 28,3 Sv (0,0225-0,0283 км³/с) в феврале и апреле соответственно. Средняя температура течения составляет 20 °C, что на 5 °C ниже температуры приповерхностных слоёв.
Большой вклад в изучение течения внёс выдающийся советский геофизик А. Г. Колесников.